# Rudyard Kipling
Joseph Rudyard Kipling (Bombay, 30 de diciembre de 1865-Londres, 18 de enero de 1936) fue un escritor, periodista, novelista, poeta y cuentista británico nacido en la India británica, lo que sirvió de inspiración para gran parte de su obra. Es autor de relatos, cuentos, novelas y poemas, y es recordado sobre todo por su celebración del imperialismo británico, sus relatos y poemas sobre los soldados británicos en la India y sus cuentos para niños. Kipling es considerado un innovador en el arte del cuento y sus libros infantiles son considerados clásicos. Algunas de sus obras más populares son la colección de relatos El libro de la selva, la novela de espionaje Kim, el relato corto El hombre que pudo ser rey y los poemas Gunga Din y Si.... Varias de sus obras han sido llevadas al cine. 
Kipling rechazó el Premio Nacional de Poesía Poeta Laureado, la Orden de Mérito del Reino Unido y el título de «sir» de Caballero de la Orden del Imperio Británico en tres ocasiones. Sin embargo, aceptó el Premio Nobel de Literatura de 1907, lo cual lo convirtió en el primer escritor británico en recibir este galardón así como el primer ganador de lengua inglesa, así como el ganador más joven hasta la fecha, a la edad de 41 años.
La reputación posterior de Kipling ha cambiado con el clima político y social de la época. Las opiniones encontradas sobre él continuaron durante gran parte del siglo XX. Los poemas y relatos de Kipling fueron extraordinariamente populares a finales del siglo XIX y principios del XX, pero tras la Primera Guerra Mundial su reputación como escritor serio se resintió al ser considerado por muchos como un imperialista patriotero. El crítico literario Douglas Kerr escribió: «[Kipling] sigue siendo un autor que puede inspirar apasionados desacuerdos y su lugar en la historia literaria y cultural dista mucho de estar resuelto. Sin embargo, a medida que la era de los imperios europeos retrocede, se le reconoce como un incomparable, aunque controvertido, intérprete de cómo se vivía el imperio. Eso, y un reconocimiento cada vez mayor de sus extraordinarias dotes narrativas, lo convierten en una fuerza a tener en cuenta».

## Biografía

### Infancia

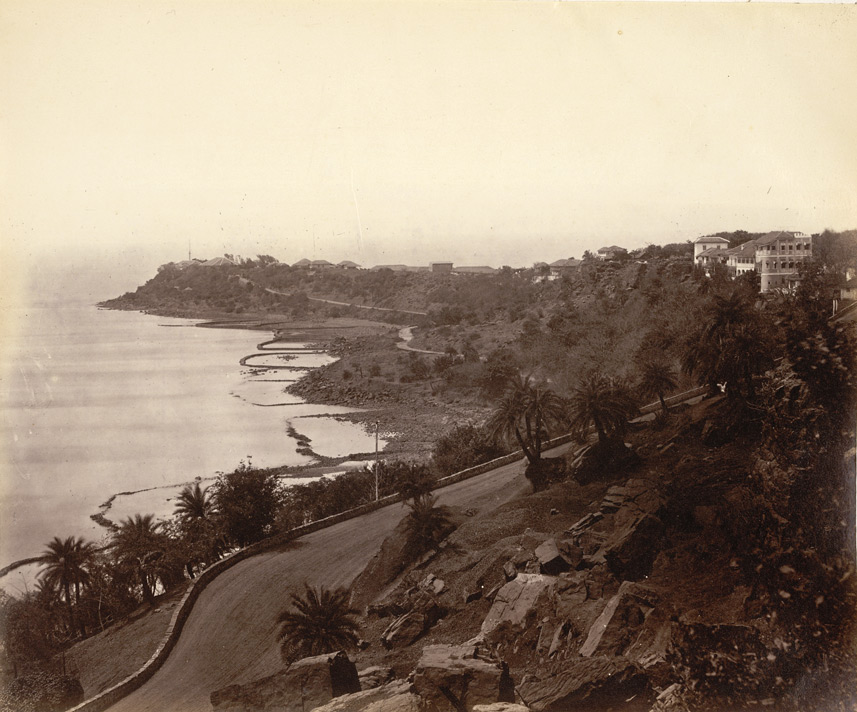
Cerro Malabar. Vista de Bombay en la década de 1860.

Kipling nació el 30 de diciembre de 1865 en la ciudad de Bombay, India, hijo de Alice Kipling y John Lockwood Kipling. Su madre era una mujer vivaz y una gran escritora.
Lockwood, su padre, era un oficial del ejército británico y un experto escultor y alfarero, que enseñó escultura arquitectónica en la recién fundada Escuela Jeejeebhoy de Arte e Industria en Bombay. La pareja había viajado a la India a comienzos de 1865, se habían conocido dos años antes en el lago Rudyard en Staffordshire, Inglaterra. La casa donde Rudyard nació sigue en pie y es la residencia del decano en el campus del instituto Sir J. J. Institute of Applied Art.

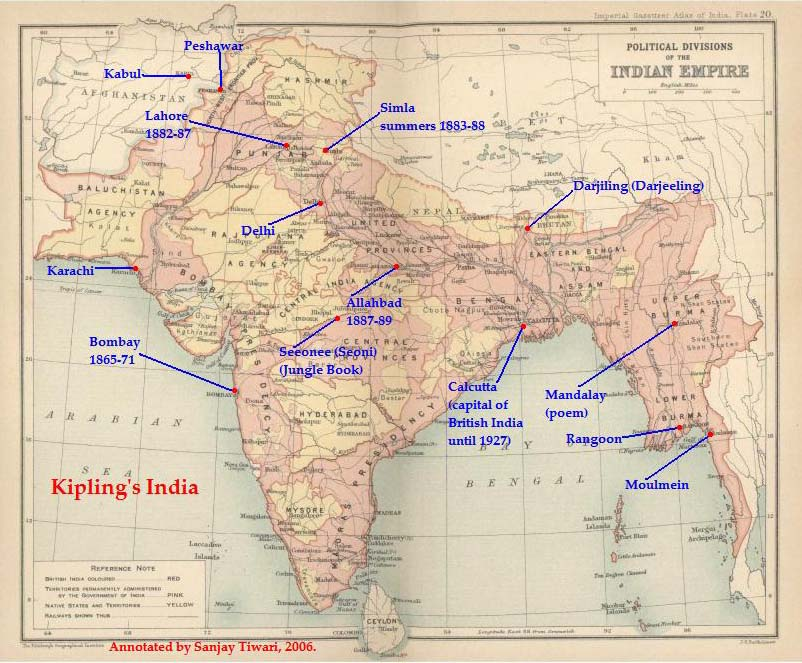
Mapa con las localizaciones de Kipling en la India.

Cuando Kipling tenía seis años, su padre envió a él y a su hermana menor, Trix, al hogar social conocido como Lorne Lodge en Inglaterra, para que se educaran allí durante los siguientes seis años. Aquel hogar se encontraba en Southsea (Portsmouth), y estaba a cargo del capitán Holloway y su señora. Al no tener a sus padres cerca, se sentía solo y abandonado, lo cual recordaría como una triste infancia en su autobiografía Algo de mí mismo, publicado después de su muerte en 1937. Los dos niños, sin embargo, tenían parientes en Inglaterra a los que podían visitar, pasando así todos los meses de Navidad con su tía materna Georgiana y su marido, el artista Edward Burne-Jones, en su casa «The Grange» en Fulham, Londres, que Kipling llamaba «un paraíso que en verdad creo me salvó». En la primavera de 1877, Alicia Kipling, la madre, volvió de la India y retiró a los niños de Lorne Lodge.
En 1878, ingresa en el United Service College, una escuela de Devonshire, creada especialmente con la finalidad de educar a los hijos de aquellos oficiales sin gran peculio. Durante su tiempo allí, Kipling también conoció a Florencia Garrard, de la cual se enamoró; se inspiró en ella para el personaje de Maisie en su primera novela, La luz que se apaga (1891). Hacia el final de su estancia en la escuela, estaba seguro de que carecía de la capacidad intelectual para conseguir una beca en Oxford, y que sus padres no contaban con los recursos para financiar sus estudios; por ende su padre le consiguió un empleo en Lahore (Pakistán) donde era el director de la Colección Nacional de Arte de Lahore y guardia del Museo de Lahore. Kipling fue asistente editor de un pequeño periódico local, La Gaceta Civil y Militar. Se dirigió hacia India el 2 de septiembre de 1882 y llegó a Bombay el 20 de octubre del mismo año.

### Acercamiento a la literatura
La Gaceta civil y Militar en Lahore, a la cual Kipling llamaba «Mi primer amante y el amor más verdadero», aparecía seis días por semana durante todo el año, excepto en Navidad y Pascua. Kipling trabajaba mucho y muy duro para el redactor, Stephen Wheeler, pero su necesidad de escribir era imparable. En 1886, publicó su primera colección de versos, Cantinelas departamentales. Ese año también hubo un cambio de redactor, pues asumió el cargo Kay Robinson, quien permitió una mayor libertad creativa, y además solicitó a Kipling redactara pequeños cuentos, que serían incluidos en el periódico.

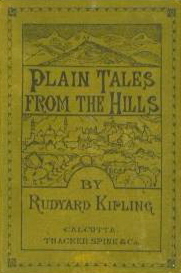
Primera edición de Cuentos de las colinas (1888).

Por ese entonces, en el verano de 1883, por primera vez Kipling visitó Simla (actual Shimla). Posteriormente la familia de Kipling visitó Simla anualmente, donde solicitaron a John Lockwood Kipling pintar un fresco en la Iglesia de Cristo local. Por otra parte Rudyard continuó visitando Simla todos los años desde 1885 hasta 1888; aquella ciudad significó mucho para el escritor, pues figura en muchas sus historias escritas para la Gaceta.
De regreso a Lahore, aproximadamente treinta y nueve historias aparecieron en la Gaceta entre noviembre de 1886 y el junio de 1887. Una parte importante de esas historias fueron incluidas en Cuentos de las colinas, la primera colección de prosa de Kipling, que fue publicada en Calcuta en enero de 1888, un mes después de que cumpliera veintidós años. En noviembre de 1887, fue transferido a un periódico hermano de la Gaceta, pero más importante: El Pionero, en Prayagraj, en las Provincias Unidas. Pero sus ansias por escribir no fueron saciadas y crecían frenéticamente; durante el siguiente año publicó seis colecciones de historias cortas: Tres soldados, La historia de Gadsbys, En blanco y negro, Bajo el Deodar, El fantasma Jinrikisha, y Wee Willie Winkie, con un total de 41 cuentos. Además, como corresponsal de El Pionero en la región occidental de Rajputana, escribió muchos bosquejos que más tarde fueron recogidos en Letters of Marque y publicados en De un mar a otro.
A principios de 1889, El Pionero relevó a Kipling de su cargo por un conflicto. Por su parte, Kipling había estado pensando cada vez más en su futuro; vendió los derechos de sus seis volúmenes de historias por 200 libras esterlinas, y Cuentos de las colinas por 50 £; además, recibió seis meses de sueldo de El Pionero. Decidió utilizar este dinero para volver a Londres, el centro del universo literario en el Imperio británico.
El 9 de marzo de 1889, Kipling salió de la India, viajando primero a San Francisco vía Rangún, Singapur, Hong Kong y Japón. Viajó a los Estados Unidos escribiendo artículos para El Pionero, que también fueron recogidos en De un mar a otro. Kipling fue un escritor fecundo. Ya en 1890 era considerado como una notabilidad en las letras inglesas.
Comenzó su viaje por América en San Francisco, luego fue al norte de Portland, también estuvo en Seattle, Washington; luego viajó a Canadá, visitando Victoria y Vancouver, volvió a Estados Unidos y visitó el parque nacional de Yellowstone; bajó a Salt Lake City, luego hacia el este a Omaha (Nebraska) y Chicago (Illinois); después se quedó un tiempo en Indian Village, en el río Monongahela; finalmente fue a Elmira, en el estado de Nueva York, donde encontró a Mark Twain, tras lo cual cruzó el Atlántico por sentirse intimidado por la presencia de este, y retornó a Liverpool en octubre de 1889. Después de eso, debutó en el mundo literario londinense, que lo acogió con gran aclamación.

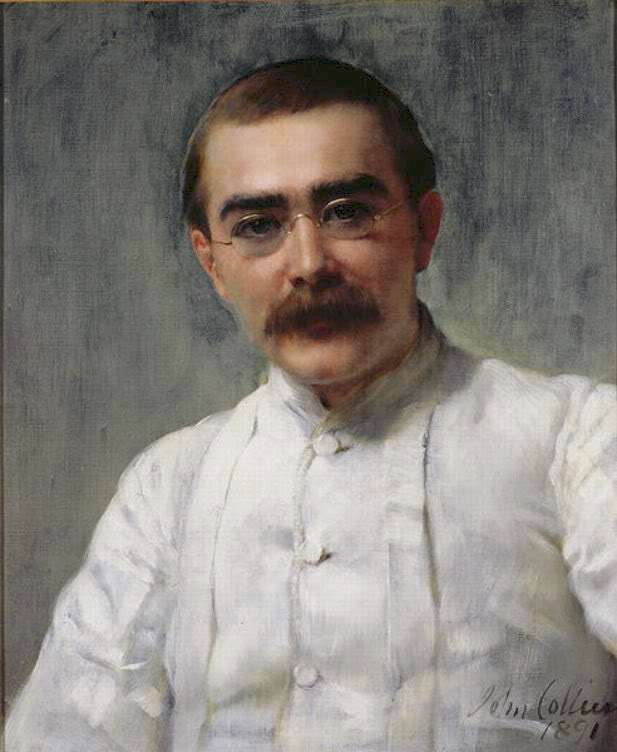
Retrato de Kipling por John Collier (c. 1892).

### Londres
Varias historias de Kipling habían sido aceptadas por algunos editores de revistas londinenses. Kipling encontró un lugar para establecerse en el que vivió durante los dos años siguientes, durante los cuales publicó la novela La luz que se apaga; y también conoció a Wolcott Balestier, un escritor y editor estadounidense, quien colaboró en la novela Naulahka. En 1891, por consejo de sus doctores, Kipling emprendió otro viaje por mar a Sudáfrica, Australia, Nueva Zelanda e India. Sin embargo, aplazó sus proyectos para poder pasar la Navidad con su familia en la India, pero cuando se enteró de la muerte repentina de su amigo Balestier debido a las fiebres tifoideas, decidió volver inmediatamente a Londres. Antes de su viaje, avisó por telegrama a la hermana de Wolcott, Caroline. Mientras tanto, a finales de 1891, se publicó su colección de cuentos de los Británicos en la India, Life's Handicap.

### Matrimonio y luna de miel
El 18 de enero de 1892, a la edad de veintiséis años, Rudyard contrajo matrimonio con Carrie Balestier (hermana de su difunto amigo Wolcott) de veintinueve años, en la ciudad de Londres. Los recién casados planearon su luna de miel, en Estados Unidos (incluyendo una visita a la estancia de la familia Balestier cerca de Brattleboro (Vermont) y Japón. Sin embargo, cuando la pareja llegó a la ciudad japonesa de Yokohama descubrieron que su banco, The New Oriental Banking Corporation, había quebrado. Asumiendo su parte de la pérdida, volvieron a Vermont, en Estados Unidos, donde alquilaron una pequeña casa de campo cerca de Brattleboro por diez dólares al mes, con Carrie embarazada de su primer hijo.

### Estados Unidos

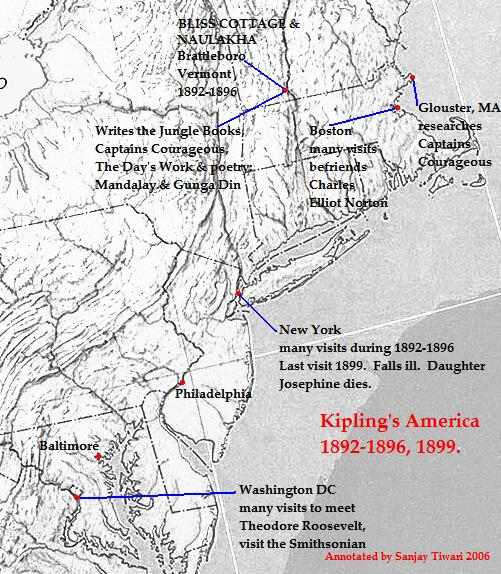
Localizaciones de Kipling en Estados Unidos.

En esta cabaña («la cabaña de la dicha»), nació Josephine, la primera hija de la pareja, el 29 de diciembre de 1892 —el cumpleaños de su madre era el 31, y el de Kipling el 30 del mismo mes—. Fue también en esta casita donde El libro de la selva vio su primer amanecer.
Con la llegada de Josephine la cabaña se quedó pequeña, por lo que la pareja compró diez acres en una ladera rocosa sobre el río Connecticut, donde construyeron su propia casa. Kipling llamó a la casa Naulakha en honor a Wolcott y a su colaboración en la novela de aquel título, y esta vez el nombre fue escrito correctamente.
Durante su aislamiento en Vermont, además de escribir los Libros de la selva, también redactó una colección de historias cortas, que incluía las obras: Los días de trabajo, y una novela llamada Capitanes intrépidos (1897). Sus creaciones poéticas fueron Siete mares y las Baladas del barracón, además de «Mandalay» y «Gunga Din». Disfrutó escribiendo los dos Libros de la selva —ambos, obras maestras de escritura imaginativa— y también disfrutó con la correspondencia que recibía de muchos niños sobre su obra.
El 19 de octubre de 1894, Kipling le sirvió una cena de Acción de Gracias en su casa de Brattleboro a Arthur Conan Doyle, creador de Sherlock Holmes. En agradecimiento, Doyle le dio clases de golf durante su visita. Al año siguiente ambos escritores disputaron un partido juntos.
En febrero de 1896, nace la segunda hija de la pareja, Elsie. En este tiempo, la relación matrimonial era más alegre y espontánea.
En ese mismo año, se inició una batalla legal con Beatty Balestier (hermano de Carrie), por la parcela que tenía Kipling y que le había sido comprada a Beatty; este alegaba que hubo irregularidades en la compra. Esta disputa terminó en los tribunales, que dieron la razón a Kipling. En mayo de 1896, Beatty, embriagado, amenazó físicamente a Kipling en la calle. El incidente condujo a la detención de Beatty, pero la privacidad de Kipling ya había sido destruida por completo, por lo que decidió marcharse de aquel lugar. En julio de 1896 embaló apresuradamente sus pertenencias y abandonó los Estados Unidos.

### El imperio

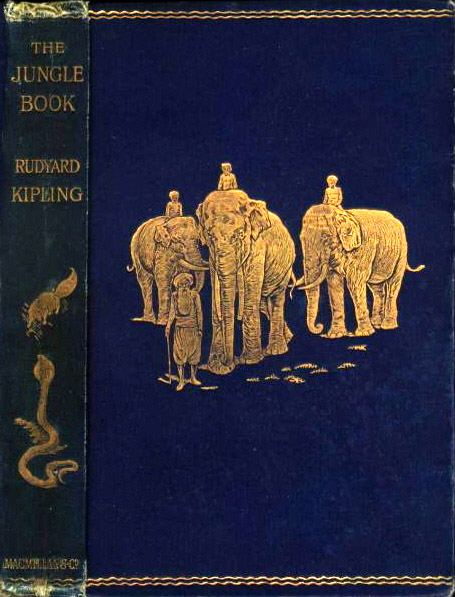
Portada de El libro de la selva.

De regreso a Inglaterra, en septiembre de ese año, se estableció en la ciudad de Torquay en la costa de Devon. En esta etapa de su vida ya era un hombre famoso, y en los dos o tres años anteriores había estado haciendo cada vez más declaraciones políticas en sus escritos. También había comenzado a trabajar en dos poemas, «Recessional» en 1897, y su obra «La carga del hombre blanco» (1899) que crearía gran controversia al publicarse; fue considerada como propaganda a favor del imperialismo y del Imperio británico. Al año siguiente, la familia se trasladó a Rottingdean, Sussex, donde nació su primer hijo varón, John Kipling.
Fue un prolífico escritor —nunca fue fácil catalogar su trabajo—. Durante su estancia en Torquay, también escribió Stalky y Co., una colección de historias en las que relata sus experiencias colegiales. Según su familia, Kipling gozaba leyendo en voz alta las historias de Stalky y Co. y él mismo se reía a carcajadas de sus propias bromas.
A comienzos de 1898 él y su familia viajaron a Sudáfrica para pasar las vacaciones invernales. Con su reputación como El poeta del imperio fue recibido con gusto por algunos de los políticos más poderosos en la Colonia del Cabo, incluyendo Cecil Rhodes, sir Alfred Milner y Leander Starr Jameson. A su vez, Kipling cultivó su amistad y nació su admiración hacia estos hombres y su política. De vuelta a Inglaterra, Kipling escribió poesías en apoyo de la causa británica en la guerra de los Bóer, y en su siguiente visita a Sudáfrica, a principios de 1900, colaboró en la creación del periódico militar The Friend (El amigo) para las tropas británicas en Bloemfontein.
En una visita a Estados Unidos, junto a su primogénita Josephine, contrajeron una pulmonía de la cual Josephine murió más tarde, el 6 de marzo de 1899.
En 1901, comenzó a recoger el material para otra obra clásica de niños, Kim, y Just so Stories for Little Children, publicada el año siguiente.
Hacia 1906 inició un nuevo tipo de historias, ya que el ambiente era propicio, por los frondosos bosques que rodeaban la casa y el ambiente de tranquilidad que se respiraba. Inicia esta pequeña etapa con el cuento infantil «Puck of Pook's Hill» («Puck de la colina de Pook»).
Durante toda su vida, Rudyard Kipling había rechazado la Orden a Caballero (que lo nombraría como sir Rudyard Kipling), o la Orden al Mérito, el mayor honor que se le puede entregar a un súbdito inglés. Otro galardón rechazado por Kipling fue el Poet Laureateship (Premio Nacional de Poesía). Sin embargo, en 1907 aceptó el Premio Nobel de Literatura, pese al repudio de algunos liberales ingleses, que tenían puestas sus esperanzas en que el premio recayera en escritores como Thomas Hardy, George Meredith, o Algernon Swinburne. La ceremonia de entrega del premio se llevó a cabo en Estocolmo el 10 de diciembre de 1907.

La Academia Sueca, al otorgar el Premio Nobel de Literatura este año a Rudyard Kipling, desea rendir homenaje a la literatura de Inglaterra, tan rica en glorias poéticas, y al mayor genio en el reino de la narrativa que ese país ha producido en nuestros tiempos.

En 1909, escribe Acciones y reacciones; en 1910 Rewards and Fairies (Duendes y hadas) que incluye su poema más famoso, «If». Se dice que Kipling se basó, para escribir este poema, en las cualidades de dos de sus grandes amigos, Cecil Rhodes y Jameson. En colaboración con Elsie Kipling compone una obra de teatro llamada El centinela del puerto, que fue estrenada en Londres, pero solo tuvo unas pocas puestas en escena.
En los inicios de la primera década del siglo XX, alertó, primero a su rey, Jorge V, y después a las otras naciones, de que se acercaba una gran guerra, y que afectaría a todo el mundo, por lo que había que preparar los ejércitos y estar alerta. Su vaticinio, aunque no era errado, no fue entendido, y solo fue tomado como una sobreexaltación del patriotismo que caracterizaba a Kipling.
Pero la Primera Guerra Mundial estalló, y su único hijo varón, John Kipling, tuvo que alistarse en el ejército. John, segundo teniente de la Fuerza Expedicionaria, murió a los 18 años, en la primera batalla en la que tomó parte, la batalla de Loos, en el frente occidental. Rudyard Kipling, conocedor de la acción humanitaria de la Corona Española Oficina Pro Cautivos, contactó por carta con el Rey Alfonso XIII en busca del paradero de su hijo, lo que resultó en vano. Su cuerpo fue identificado en 1922.
La familia estaba consternada, no podían creer que ya habían sepultado a dos de sus tres hijos. Desde la muerte de John, y hasta su propia muerte, Kipling comienza a desarrollar una úlcera gástrica. Con la rabia en la sangre por la pérdida de su hijo, publica artículos de guerra, recolectados en dos pequeños textos bajo los nombres de El nuevo ejército en formación (The New Army in Training) y Francia en guerra (France at War). Estos textos fueron censurados, por el contenido irónico en contra de los estrategias militares de la Triple Entente.
En 1917, y con la muerte de su hijo todavía en la cabeza, se une a la War Graves Commission, comisión establecida en 1917, que se encargaba de tramitar la llegada de cadáveres de los combatientes, de enterrarlos con todos los honores correspondientes y de mantener las tumbas en lo sucesivo. En esta labor conoce personalmente y se hace muy amigo del rey de Gran Bretaña, Jorge V. El mismo año publica Una diversidad de criaturas (A Diversity of Creatures), una colección de historias escritas antes del inicio de la guerra y dos historias del año 1915; una de ellas, «Mary Postgate», publicada en Nash's Pall Mall Magazine, considerado también como uno de los mejores de sus cuentos.
Entre 1919 y 1930 sigue publicando historias y cuentos, la mayoría con temas de la Primera Guerra Mundial, como la recopilación Thy Servant a Dog, una creativa serie de cuentos que consistía en la vida de una familia campestre inglesa, vista desde el punto de vista de los perros de la familia. Este es el último trabajo creativo de Kipling, ya que su última publicación, Limits and Renewals, es una especie de documento incriminatorio contra algunos escritores.

## Muerte y legado
En los últimos años de su vida, Rudyard y Carrie siguen con su afición de pareja recién casada: los viajes, pues, nuevamente estaban solos, ya que su única hija viva, Elsie, había contraído matrimonio con George Bambridge, capitán del ejército irlandés. Los viajes sirvieron a ambos para olvidarse un poco de sus afecciones de salud.
Finalmente, como consecuencia de una hemorragia interna, Joseph Rudyard Kipling muere, el 18 de enero de 1936, dejando un enorme legado de cinco novelas, más de 250 historias cortas y 800 páginas de versos. Considerado como «El escritor del Imperio», título que siempre lo halagó, y que lo acompañó incondicionalmente en sus últimos días de vida, quizás los ingleses nunca habrían sabido tanto sobre la vida colonial si este escritor no se hubiese inmiscuido un poco más en la vida de la considerada «una colonia más» del creciente Imperio británico.
Decidió, junto a su viuda, ser enterrado en el Poets' Corner de la abadía de Westminster, lugar reservado para los miembros más ilustres del Imperio británico, que yacen junto a reyes y reinas.
En 2012, en reconocimiento a su interés en las ciencias naturales, se nombró una nueva especie de cocodrilo prehistórico, Goniopholis kiplingi, por los fósiles descubiertos en el Reino Unido en 2009. Asimismo, en marzo de 2013 fueron publicadas sus obras completas en tres tomos, incluyendo cincuenta poemas inéditos del escritor.

## «Una isla indefensa»

Cruz gamada sauvástica de Kipling.

Se dice que muchas de las más viejas ediciones de los libros de Rudyard Kipling tienen una sauvástica 卍 impresa sobre sus cubiertas, —símbolo asociado con una imagen del dios con cabeza de elefante hindú, Ganesha—; pero se ha desestimado la posibilidad de que Kipling fuera simpatizante del movimiento nazi que utilizaba la esvástica 卐 o cruz gamada (por la letra griega gamma Γ) cuyos brazos están doblados en sentido horario. Kipling empleaba la sauvástica por el significado indio antiguo de buena suerte y bienestar. Con los brazos en sentido antihorario, la cruz se denomina sauvástica y no esvástica.[cita requerida]
Incluso antes de que los nazis subieran al poder, Kipling ordenó al grabador quitarlo del bloque de impresión para evitar que pensasen que él los apoyaba. A menos de un año antes de su muerte Kipling dio un discurso (titulado «Una isla indefensa») a la Real Sociedad de San Jorge, el 6 de mayo de 1935 advirtiendo del peligro de la Alemania nazi sobre Gran Bretaña.

## Lugares nombrados en su honor
Existen tres ciudades en los Estados Unidos, y una en Canadá, que recibieron sus nombres en honor a Rudyard Kipling: cuando se estaba construyendo un ferrocarril a lo largo de la orilla norte del lago Míchigan, el director administrativo (un admirador de Kipling) preguntó si dos ciudades podían ser llamadas así en su honor; de ahí los nombres de las ciudades Rudyard y Kipling. También hay una ciudad llamada Rudyard, en Montana. Durante la primera década del siglo XX, cuando Kipling estaba en la cima de su popularidad, una ciudad en Saskatchewan, recibió el nombre del Poeta del Imperio. Pero solo mantuvo este nombre temporalmente, pues más tarde le fue cambiado el nombre a «Kipling» porque otro distrito ya tenía el nombre de Rudyard. El letrero de bienvenida ubicado en la entrada de la ciudad, representa un pergamino y una pluma en la cual se encuentra escrito «Kipling», para simbolizar su carrera de escritor. En la ciudad hay un complejo residencial de jubilados que lleva el nombre de Rudyard Manor.

## Obras

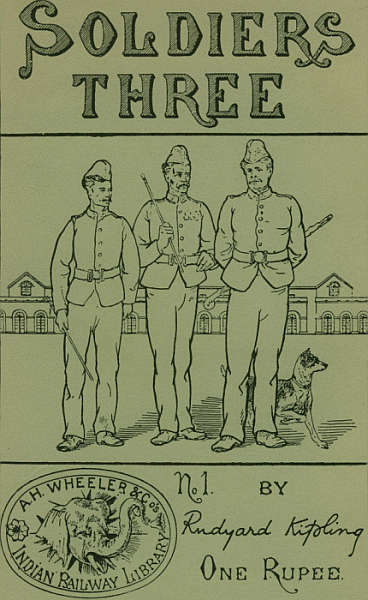
Portada de Tres soldados.

Las obras más importantes de Rudyard Kipling son:
| Obra                                                         | Publicado en | Tipo de obra                              |
| ------------------------------------------------------------ | ------------ | ----------------------------------------- |
| Cuarteto                                                     | 1884         | Poema                                     |
| Cantinelas departamentales                                   | 1886         | Poema satírico                            |
| Cuentos de las colinas                                       | 1888         | Cuentos                                   |
| Soldiers Three, The Story of the Gadsbys, In Black and White | 1888         | Cuentos                                   |
| Under the Deodars, The Phantom Rickshaw, Wee Willie Winkie   | 1888         | Cuentos                                   |
| De un mar a otro                                             | 1889         | Artículo                                  |
| El hombre que pudo reinar                                    | 1890         | Novela corta                              |
| La marca de la bestia                                        | 1890         | Novela corta                              |
| Naulahka                                                     | 1891         | Novela                                    |
| El hándicap de la vida                                       | 1891         | Cuentos                                   |
| La luz que se apaga                                          | 1891         | Novela                                    |
| «Mandalay»                                                   | 1892         | Poema                                     |
| «Gunga Din»                                                  | 1892         | Poema                                     |
| Muchas invenciones                                           | 1893         | Cuento                                    |
| El libro de la selva (El libro de las tierras vírgenes)      | 1894         | Cuentos                                   |
| El segundo libro de la selva                                 | 1895         | Cuentos                                   |
| Capitanes intrépidos                                         | 1896         | Novela                                    |
| El trabajo diario                                            | 1898         | Cuentos                                   |
| A Fleet in Being                                             | 1898         | Colección militar                         |
| De mar a mar                                                 | 1899         | Carta de viaje                            |
| La carga del hombre blanco                                   | 1899         | Poema                                     |
| Stalky & Cía.                                                | 1899         | Cuentos                                   |
| Kim                                                          | 1901         | Novela                                    |
| Just So Stories for Little Children (Los cuentos de así fue) | 1902         | Cuentos                                   |
| El gato que andaba solo                                      | 1902         | Cuento                                    |
| Los ancianos                                                 | 1902         |                                           |
| Traffics and Discoveries                                     | 1904         | Cuento                                    |
| Puck de la colina de Pook                                    | 1906         | Cuentos                                   |
| Canción de la patrulla                                       | 1908         |                                           |
| Acción y reacción                                            | 1909         | Cuento                                    |
| Recuerdos y cuentos                                          | 1910         | Cuento                                    |
| Songs from Books                                             | 1912         | Poemas                                    |
| Sea Warfare                                                  | 1916         | Colección militar                         |
| Una diversidad de criaturas                                  | 1917         | Cuento                                    |
| Viaje al Japón                                               | 1920         | Libro de viajes                           |
| Historias de tierra y mar para scouts y guías                | 1923         | Cuento                                    |
| La Guardia Irlandesa en la Gran Guerra                       | 1923         | Colección militar                         |
| La casa de los deseos                                        | 1926         | Cuentos                                   |
| Deudas y créditos                                            | 1926         | Cuento                                    |
| El libro de las palabras                                     | 1928         | Autobiografía                             |
| Thy Servant a Dog (Su siervo, este perro)                    | 1930         | Cuento                                    |
| Limits and Renewals                                          | 1932         | Cuento                                    |
| Collected Dog Stories (Cuentos de perros)                    | 1934         | Colección de nueve cuentos y cinco poemas |
| Algo de mí mismo (obra póstuma)                              | 1937         | Autorretrato                              |

## Adaptaciones a la pantalla
- 1915: A Fool There Was, largometraje mudo basado en la pieza homónima de Broadway escrita por Porter Emerson Browne (1879-1934) que se basaba a su vez en el poema de Kipling El vampiro (The Vampire). La película fue dirigida por Frank Powell y contó, entre otros actores, con Theda Bara y Edward José (ca. 1880-1930), ambos sin acreditar.[22]
- 1936: El marino valiente (Отважный моряк), cortometraje de dibujos animados producido por Soyuzmultfilm y dirigido por Víktor Smírnov (Виктор Смирнов) que es adaptación del cuento «Cómo se hizo la garganta de la ballena» («How The Whale Got His Throat»), de la colección Just So Stories (1920).[23]
- 1936: El pequeño elefante (Слонёнок), cortometraje de dibujos animados producido por Soyuzmultfilm y dirigido por A. Schekalin (А. Щекалин) que es adaptación del cuento «The Elephant's Child», también de la colección Just So Stories.[24]
- 1937: Capitanes intrépidos (Captains Corageous), de Victor Fleming. Con la actuación de la estrella infantil Freddie Bartholomew y de Spencer Tracy, supuso un Óscar para este último, por su caracterización de Manuel, un pescador portugués.
- 1939: Gunga Din, película basada en el poema del mismo nombre.
- 1942: Jungle Book, dirigida por Zoltan Korda (1895-1961) y producida por Alexander Korda, con una duración de 108 minutos y basada en el primer Libro de la selva.
- La novela Kim ha sido llevada a la pantalla en dos ocasiones. La primera adaptación fue Kim de la India (1950), película dirigida por Victor Saville (1895-1979), con Errol Flynn entre los actores; y la siguiente adaptación fue la de John Howard Davies: Kim, telefilme de 1984, con Peter O'Toole.
- 1967: El libro de la selva, película de dibujos animados producida por Walt Disney y dirigida por Wolfgang Reitherman, con una duración de 78 minutos.
- 1967: El pequeño elefante: cortometraje de dibujos animados producido por Soyuzmultfilm y dirigido por Yefim Gamburg (Ефим Гамбург, 1925-2000).[25]
- 1975: El hombre que pudo reinar (The Man Who Would Be King), película basada en la historia homónima de Kipling, dirigida por John Huston y con Sean Connery y Michael Caine como actores principales y con una duración de 129 minutos.
- 1993: They película de John Korty, basada en la historia corta Traffics and Discoveries y con Patrick Bergin (n. 1951) y Vanessa Redgrave como actores principales.
- 1994: Disney's Rudyard Kipling's The Jungle Book, basada en el Libro de la selva, fue dirigida por Stephen Sommers y producida por Edward S. Feldman y Raju Patel. Distribuida por Walt Disney Pictures. Por otra parte, la película The Jungle Book 2 es la secuela de la película The Jungle Book de 1967, pero no está basada en la obra de Kipling.
- 2006: My Boy Jack, telefilme dramático basado en la pieza de teatro homónima escrita por el actor inglés David Haig (n. 1955), dirigido por Brian Kirk y con Daniel Radcliffe como actor principal. Trata de Kipling y de la pena por la pérdida de su hijo John (1897-1915), caído en la batalla de Loos, de la Primera Guerra Mundial. El título de la obra de Haig es el de un poema de Kipling de 1915.[26]
- 2016: The Jungle Book, dirigida por Jon Favreau, remake live-action de la película original de 1967.

| Predecesor: Giosuè Carducci | Premio Nobel de Literatura 1907 | Sucesor: Rudolf Christoph Eucken |